# Le Véloce-Sport
Le Véloce-Sport was een Frans weekblad gewijd aan de wielersport en werd uitgegeven van 1885 tot 1897. De ondertitel van het blad was Organe de la Vélocipédie Française et Étrangère. Rond 1888 had de krant als titel Le Véloce-Sport et le Véloceman met als ondertitels Réunis en Organe Officiel et Hebdomadaire de l’Union Vélocipédique de France. Rond 1897 was de titel le Véloce-Sport et Bicyclette.
De redactie was aanvankelijk gevestigd aan de cours Victor-Hugo 206 te Bordeaux, later aan de rue du Château Trompette 3, eveneens in Bordeaux. Vanaf 1891 was er een vestiging aan de rue Vivienne 48 te Parijs. Er was ook een redactie in Londen.

## Inhoud
Het tijdschrift publiceerde met name fiets-trektochten. Zo kan men in 1889 de beschrijving van een route tussen de departementen Aude en Pyrénées-Orientales, van Quillan tot Caudiès-de-Fenouillèdes lezen. Hoewel beschreven als schilderachtig, vereist de reis, met de fietsen van de tijd, om vaak af te stappen.
Ook schreef men over wedstrijden, wielrenners, trainingsmethoden en techniek. De krant was grotendeels gevuld met advertenties, vooral van fietsfabrikanten, bandenfabrikanten en dergelijke.

## Bordeaux-Parijs
‘’Le Véloce-Sport'’ organiseerde de eerste edities van de wielerklassieker Bordeaux-Parijs vanaf 1891, ter gelegenheid van de verhuizing van de zetel van het blad van Bordeaux naar Parijs.

## Le Véloce-Sport online beschikbaar
Van de jaargangen 1885 tot 1897 zijn 716 edities online beschikbaar op Gallica, de digitale bibliotheek van de Bibliothèque nationale de France. Het laatste nummer op Gallica is van 15 april 1897.